# Festuca haussknechtii
Festuca haussknechtii là một loài thực vật có hoa trong họ Hòa thảo. Loài này được Torges mô tả khoa học đầu tiên năm 1889.